# Raoti
|  | Per a altres significats, vegeu «Raoti (Ratlam)». |

Raoti fou un estat tributari protegit un jagir o thikana feudataris de Jodhpur; l'estat fou concedit a maharajà Jorawar Singhji (nascut el 1844), segon fill del maharajà Takhat Singh de Jodhpur (+1873), i era considerada la segona casa nobiliària de Jodhpur o Marwar.

## Llista de maharajas
- Maharaja Jorawar Singh 1873-1877
- Maharaja Fateh Singh 1887-1937
- Maharaja Simarath Singh 1937-1953